# Pablismus
Pablismus (oder auch Pabloismus) ist die Bezeichnung für eine politische Strömung innerhalb der trotzkistischen Vierten Internationale unter der Führung des damaligen Internationalen Sekretär Michel Pablo und Ernest Mandel.

## Ursprünge
Während des Zweiten Weltkrieges erlebte die europäische trotzkistische Bewegung unter Einwirkung von massenhaften Ermordungen und Verfolgungen durch faschistische Regime und stalinistische Agenten eine erhebliche Dezimierung (diesen Ermordungen fiel schließlich auch Leo Trotzki 1940 zum Opfer). Durch diese Schwächung der europäischen Trotzkisten wurde die Vierte Internationale fast ausschließlich von den amerikanischen Trotzkisten in der Socialist Workers Party (SWP) dominiert. Nach dem Krieg förderte die SWP die Entwicklung einer neuen Führung um Pablo und Ernest Mandel, der damals unter dem Pseudonym Ernest Germain tätig war, in Konkurrenz mit der Führung der Britischen Revolutionary Communist Party, die nicht unter ihrem Einfluss stand. Pablo wurde zum Sekretär des Internationalen Sekretariats der Vierten Internationale (ISVI) ernannt.
In der damaligen trotzkistischen Bewegung gab es große theoretische Unsicherheit. Die Entwicklungen, die Trotzki im Übergangsprogramm vorweggenommen hatte, waren nur zum Teil oder nicht in letzter Konsequenz eingetreten. So verwies das Programm darauf, dass aus der Krise des Kapitalismus unvermeidlich ein Weltenbrand entstehen würde, der den Ersten Weltkrieg an Grauen und Leid in den Schatten stellen würde.
Antifa-Räte waren die ersten aktiv werdenden politischen Akteure. Überall in Europa erhielten kommunistische und sozialistische Parteien enormen Auftrieb, wurden in die ersten Übergangsregierungen eingebunden (Frankreich) oder an die Regierung gewählt (Großbritannien). Der stalinistischen Bürokratie gelang es, alle anderen europäischen kommunistischen Parteien auf die von Trotzki verurteilte Linie der Volksfront-Regierungen zu bringen und somit jegliche Initiative auf eine proletarische Revolution zu unterdrücken. Ihren Höhepunkt fand diese konterrevolutionäre Rolle Moskaus in Griechenland mit dem Abkommen von Varkiza. Nirgendwo gelang es den „Sektionen der IV. Internationale, sich an der Spitze der revolutionären Strömung“ zu stellen. Trotzki und Co. unterschätzten die Intensität des Terrors im Faschismus bzw. Stalinismus und somit die Perspektivlosigkeit, mit der die Arbeiter nach dem Krieg gezeichnet waren und daraufhin schnell wieder in den Einfluss von sozialdemokratischen Parteien oder stalinistischer Bürokratie kamen. Dessen Hauptstärke lag „nicht in ihr selbst, sondern in der Entmutigung der Massen, denen eine neue Perspektive fehlt“, wie Trotzki feststellte. Das Problem, was bereits im ersten Satz des Übergangsprogramm genannt wird, blieb also bestehen:

„Die weltpolitische Lage in ihrer Gesamtheit ist vor allem gekennzeichnet durch die historische Krise der Führung des Proletariats.“

Die umfangreichen Absprachen auf den Konferenzen von Teheran, Casablanca, Jalta und Potsdam, die zu einer Aufteilung der Welt in zwei große Blöcke führten, hatte Trotzki ebenso wenig vorausgesehen wie das Bretton-Woods-System oder den Marshallplan. Diese verhinderten zusammen mit der Perspektivlosigkeit der Massen maßgeblich ähnliche politische und wirtschaftliche Krisen und die damit einhergehenden Unruhen und Revolutionen wie nach dem Ersten Weltkrieg.
Eine heftige Debatte entbrannte auch über den Klassencharakter der neuen von der UdSSR dominierten Staaten in Osteuropa. Trotzki hatte den Stalinismus als konterrevolutionär bezeichnet, trotzdem aber darauf beharrt, die UdSSR als „degenerierten Arbeiterstaat“ gegen alle Angriffe des Imperialismus zu verteidigen. Jetzt entstanden neue Regimes, die strukturell mit der Sowjetunion fast identisch waren. Die Streitfrage lautete: Hatte der Stalinismus fortschrittliche Veränderungen in Osteuropa herbeigeführt oder nur die Eigentumsverhältnisse verändert? In einer Stellungnahme der Vierten Internationale von 1946 hieß dazu:

„Ihre abscheulichen Verrätereien, die Unterdrückung von Massenerhebungen, ihr konterrevolutionärer Terror, die Verwüstungen, die sie anrichteten, und ihre Plünderungen – all dies diskreditiert in den Augen der Arbeiter allein schon das Wort, schon die Idee des Kommunismus. Wie schwer wiegen die Verstaatlichungen in Osteuropa gegen die Verbrechen Stalins an der Arbeiterklasse? Die stalinistischen konterrevolutionären Abenteuer in Osteuropa haben dem Stalinismus keineswegs den Ruf eingebracht, eine progressive historische Mission zu erfüllen; sie haben vielmehr die Dringlichkeit verschärft, diesen blutigen Dämon zu besiegen und ihn daran zu hindern, noch mehr Schaden anzurichten, als er der Weltarbeiterklasse und ihrem Kampf für ihre Emanzipation bereits zugefügt hat.
Die Blindheit des Stalinismus, sein unbeschreiblich reaktionärer Charakter und sein historischer Bankrott offenbaren sich unübersehbar vor allem in Osteuropa. Gegen armselige Ausbeute, gegen erbärmliche Reparationszahlungen, die die wirtschaftlichen Nöte der UdSSR nicht im Geringsten beheben, hat der Kreml in ganz Osteuropa und weltweit eine Mauer des Hasses gegen sich errichtet. Als Gegenleistung für die militärische Kontrolle über die von Armut heimgesuchten, bankrotten Balkanstaaten hat der Kreml den anglo-amerikanischen Imperialisten geholfen, die Revolution zu unterdrücken und den niedergehenden Kapitalismus wieder aufzupäppeln.“

1948 kam die Mehrheit zum Schluss, dass die stalinistischen Parteien in Osteuropa „deformierte Arbeiterstaaten“ geschaffen hätten, und verwies damit sowohl auf die Gemeinsamkeiten als auch auf die Unterschiede zur Sowjetunion. Diese war durch die Oktoberrevolution entstanden, die neuen Regime hingegen wurden von oben herab durch die stalinistischen Regime ohne jegliche Einflussnahme durch die Arbeiter umgestaltet. Vielmehr unterdrückten die neuen stalinistischen Regime in Osteuropa von Anfang an jede unabhängige Organisation der Arbeiterschaft in Räten, Gewerkschaften oder Parteien. Diese Bezeichnung wurde auch den neuen unter der Führung von kommunistischen Parteien entstandenen Regimes in Asien verliehen. Im April 1949 erklärte das Internationale Exekutivkomitee der Vierten Internationale zur Rolle des Stalinismus:

„Man kann den Stalinismus nicht aufgrund vereinzelter Ergebnisse seiner Politik einschätzen, sondern muss von der Gesamtheit seiner Aktivitäten auf Weltebene ausgehen. Betrachten wir […] die konkrete Situation von 1943–45, so steht außer Frage, dass auf Weltebene der Stalinismus der entscheidende Faktor war, der den plötzlichen und zeitgleichen Zusammenbruch der kapitalistischen Ordnung in Europa und Asien verhinderte. In diesem Sinne sind die ‚Errungenschaften‘ der Bürokratie in der Pufferzone höchstens der Preis, den der Imperialismus für ihm auf Weltebene geleistete Dienste bezahlte – und dieser Preis wird darüber hinaus inzwischen ständig in Frage gestellt. Vom internationalen Standpunkt aus wiegen die Reformen der Sowjetbürokratie […] weit weniger schwer als die Schläge, die die Sowjetbürokratie gerade durch ihre Taten in der Pufferzone dem Bewusstsein des Weltproletariats versetzt hat, das sie mit ihrer Politik demoralisiert, verwirrt, fehlleitet und lähmt, so dass es teilweise für die imperialistischen Kampagnen zur Vorbereitung eines neuen Krieges empfänglich wird. Selbst vom Standpunkt der UdSSR aus gefährden sie die Niederlagen und die Demoralisierung des Weltproletariats, die der Stalinismus verursacht hat, weit mehr, als sie die Festigung der Pufferstaaten stärkt.“

Mit der weiteren Entwicklung der Blockkonfrontation und des Kalten Kriegs, die auch in Korea Anfang der 1950er Jahre heiß entbrannte, kam Pablo zum Schluss, dass ein Dritter Weltkrieg bevorstehe, der die Form eines weltweiten Bürgerkriegs annehmen würde, in dem die Sowjetunion weitere deformierte Arbeiterstaaten schaffen würde, und der über den jahrhundertelangen Umweg letztlich die weltweite soziale Revolution nach sich zöge (Theorie der „Kriegsrevolution“). 1951 verabschiedete eine Mehrheit des Internationalen Exekutivkomitees eine entsprechende Revisionismus-Resolution. In Anbetracht dieses bevorstehenden Dritten Weltkriegs erschien Pablo ein Machtzuwachs der stalinistischen Regime als das geringere Übel. Die Rolle der Trotzkisten bestünde darin, sich in die Massenparteien der Arbeiterklasse, vor allem in die kommunistischen Parteien, zu integrieren. Statt, wie bisher, auch diese mit einer politischen Revolution zu stürzen, müsse man dort um die Führerschaft kämpfen. Er erweitere diese These anschließend auch auf die Massenbewegungen der bürgerlich-nationalen Befreiungsbewegungen in den halbkolonialen und unterentwickelten Ländern. Er forderte von den einzelnen Sektionen, ihre organisatorische Selbstständigkeit aufzugeben, und revidierte somit die entscheidende Rolle, die die revolutionäre Partei als subjektiver Faktor in der bisherigen Geschichte der Klassenkämpfe spielte.
Es entwickelte sich ein Fraktionskampf innerhalb der Vierten Internationale, der im November 1953 seinen Höhepunkt fand. Der Führer der SWP, James P. Canon, veröffentlichte einen offenen Brief, in dem er der Pablo-Fraktion vorwarf, die „Kader des Trotzkismus in den verschiedenen Ländern aufzulösen, zu spalten und auseinanderzubrechen, um die Vierte Internationale zu zerstören.“ Er kritisierte eine Reihe von Entscheidungen, Resolutionen und Veröffentlichungen der vorherrschenden Pablo-Fraktion, z. B. zum Aufstand des 17. Juni in der DDR oder dem Generalstreik in Frankreich 1953. Weiterhin zeigte er anhand der Auseinandersetzung mit der ehemaligen SWP-Fraktion um Bert Cochrane auf, wohin der Pablismus praktisch führt. Er endet mit dem Urteil:

„Der Graben zwischen Pablos Revisionismus und dem orthodoxen Trotzkismus ist so tief, dass weder ein politischer noch ein organisatorischer Kompromiss möglich ist. Die Pablo-Fraktion hat bewiesen, dass sie das Zustandekommen von demokratischen Entscheidungen, die wirklich die Meinung der Mehrheit widerspiegeln, nicht zulassen wird. Sie verlangen die vollständige Unterordnung unter ihre verbrecherische Politik. Sie sind entschlossen, alle orthodoxen Trotzkisten aus der Vierten Internationale zu vertreiben oder ihnen einen Maulkorb umzuhängen und Handschellen anzulegen […] Wenn wir den Sektionen der Vierten Internationale von unserer Position aus […] einen Rat geben dürfen, so meinen wir, dass es Zeit ist zu handeln. Es ist Zeit, dass die orthodox-trotzkistische Mehrheit der Vierten Internationale ihren Willen gegen Pablos Machtanmaßung durchsetzt.“

Der Pablismus führte trotzdem zur Auflösung vieler Sektionen und diskreditierte den Trotzkismus weltweit. So waren zum Beispiel deutsche Trotzkisten Mitbegründer der titoistischen UAPD und machten sich damit für linke Kritiker des Stalinismus, wie zum Beispiel den späteren Historiker Hermann Weber, unattraktiv.

## Spaltung der Vierten Internationale
Zusammen mit Gerry Healys Organisation in Großbritannien und einer Fraktion in der französischen trotzkistischen Organisation, die in Opposition zu Pablo stand, brach die SWP mit dem ISVI und gründete das Internationale Komitee der Vierten Internationale (IKVI). Nach der Spaltung blieb die Mehrheit der Vierten Internationale unter der Führung von Pablo und seinen Verbündeten.
Auf Grundlage der Einschätzung der kubanischen Revolution gab es aber ab 1960 eine Annäherung der Führung der SWP und anderer Teile des IKVI an die Positionen der Pablisten. Eine weitere bildete die Bewertung der kolonialen Revolutionen in der „Dritten Welt“. So wie zuvor Josip Tito oder auch Mao Zedong und andere linksnationalistische oder "linksstalinistische" Regime lobte man nun zum Beispiel die neuen Systeme von Fidel Castro auf Kuba, der FLN in Algerien (für die Michel Pablo kurzfristig sogar Minister wurde) oder auch der Sandinisten in Nicaragua. Diese Linie zieht sich zumeist bis heute fort, etwa in der Unterstützung für die Bolivarische Revolution.
Bei der teilweisen Wiedervereinigung zum Vereinigten Sekretariat der Vierten Internationale (VSVI) 1963 wurde Pablo als Hindernis betrachtet; er wurde aus der Führung entfernt und gründete schließlich die eigene Strömung Tendance marxiste révolutionnaire internationale (Internationale Marxistisch-Revolutionäre Tendenz) außerhalb der Vierten Internationale. Aber auch Teile der im IKVI verbundenen Gruppen wurden nicht Teil des VSVI. Die britische Sektion um Gerry Healy und anfangs auch die französische um Pierre Lambert und mehrere kleine Gruppen weltweit widersetzen sich diesem Kurs, der für sie, wie 1953, Verrat an den grundlegenden trotzkistischen Prinzipien war. Aus diesen bildete sich später das heutige IKVI.
Trotz der Trennung zwischen der VSVI und Pablo Mitte der 1960er Jahre bezeichnen bis zum heutigen Tag viele Kritiker der VSVI die Organisation als „pablistisch“. Die Pablisten der „wiedervereinigten“ Vierten Internationale mit einem „Exekutivbüro“ (ehemals „Vereinigtes Sekretariat“) als Führungsgremium wird in Deutschland vertreten durch RSB und isl, in Österreich durch die SOAL, wobei diese wenig bis gar keinen Bezug mehr zu ihrer trotzkistischen Vergangenheit pflegen. Die „orthodoxen“ Trotzkisten des Internationalen Komitees der Vierten Internationale werden in Deutschland vertreten durch die Sozialistische Gleichheitspartei.